# Augusta Catharina Isberg
Augusta Catharina Isberg, född Blanck den 25 juni 1816 i Stockholm, död där den 17 november 1873, var en svensk skådespelerska. Hon var dotter till hovslagaren Johan Jakob Blanck och Catharina Christina Hedberg, samt halvsyster till August Blanche. 
Isberg inträdde jämte sin man, Johan Isberg (sedan 1853 inspektor vid Danvikstull), vid den av Anders Lindeberg grundade Nya teaterns scen i Stockholm 1842, där hon genast uppmärksammades av pressen för sina "lofvande anlag i den muntra genren". Hon övergick efter ett par år till Djurgårdsteatern, som då innehades först av Fredrik, därefter av hans bror Pierre Deland och utbildade sig under i synnerhet den senares ledning till en förträfflig, av huvudstadens och landsortens publik högt uppburen karaktärsskådespelerska, trots att hon på Djurgårdsteatern mest hade tillfälle att utmärka sig i det komiska rollfacket. Jämte bröderna Deland, Edvard Stjernström, Karl Fredrik Lagerqvist, Ludvig Zetterholm med flera bidrog hon i väsentlig mån till den framgång hennes brors pjäser rönte. 
Bland de komiska roller hon utförde kan nämnas Marie i Positivhataren, Fru Kastanie den äldre i 'Magister Bläckstadius', Fru Snabelind i '1846-1946', Krögerskan i 'Järnbäraren', Mamsell Rosenase i 'Rika Morbror' med flera samt i arbeten av andra författare: Susanna Lilja i Symamsellerna (av Mauritz Cramær), Fru Hummer i Flickorna på Söder och Sara i Lilla apan (av August Säfström) och så vidare. Som karaktärsskådespelerska i egentlig mening ihågkoms hennes med förfärande drag återgivna bild av det kvinnliga odjuret Lisette Hallström i Zacharias Topelius skådespel Efter femtio år. 
Hösten 1852 lämnade hon scenen.

## Teater

### Roller (ej komplett)
| År   | Roll          | Produktion                  | Teater           |
| ---- | ------------- | --------------------------- | ---------------- |
| 1852 | Adele Treuubr | Numro 7! Karl August Görner | Djurgårdsteatern |